# Alberto Urban
Alberto Urban (Saint-Avold, 17 giugno 1961) è un dirigente sportivo, allenatore di calcio ed ex calciatore italiano, di ruolo centrocampista.

## Carriera

### Giocatore
Ha iniziato la carriera nel 1979-1980 in serie D nella Pro Tolmezzo, dove rimase per tre stagioni segnando 13 reti in 63 presenze.
Nel 1982-1983 giocò in Serie C2 nella Pro Gorizia, realizzando 6 reti in 32 presenze.
L'anno successivo venne acquistato dall'Udinese, e dopo pochi mesi fu ceduto in Serie B alla Cavese, dove giocò 20 partite con 2 reti all'attivo. Con la squadra campana disputò anche le due stagioni successive in Serie C1, per un totale di 85 presenze e 16 reti.
Passò quindi al Cosenza, militante nel girone B di Serie C1, dove rimase per tre stagioni. Nella prima annata rossoblu giocò 31 partite, segnando 7 reti, tra le quali una contro la Salernitana battuta per 1-0.

Urban (a destra) e Carlos Alberto Aguilera al Genoa nella stagione 1989-1990

L'anno successivo, 1987-1988, il Cosenza ottenne una promozione in Serie B che mancava da 24 anni, con Urban che diede il suo contributo realizzando 3 reti in 30 presenze, fra cui quella contro la Nocerina nell'ultima partita casalinga che i rossoblù di Gianni Di Marzio vinsero per 2-0.
Nella stagione seguente giocò tra i cadetti 36 partite, segnando 4 gol con la squadra allenata da Bruno Giorgi, la quale mancò il salto in Serie A per la classifica avulsa, terminando al quarto posto alla pari con Cremonese e Reggina.
Lascerà il Cosenza per andare a giocare in Serie A, dopo aver totalizzato con i silani 97 presenze e 14 gol.
Passa quindi al Genoa di Franco Scoglio. L'esordio in serie A avvenne il 27 agosto 1989 in Genoa-Lecce (1-0). Con i grifoni rossoblù giocò 20 partite, segnando 2 reti, entrambe in una gara a Marassi contro l'Atalanta terminata 2-2. Sono gli unici gol realizzati da Urban in massima serie.
L'anno successivo (1990-1991) tornò in serie B vestendo la maglia della Triestina.
Chiuse con il calcio dopo aver vestito le maglie di Avellino (Serie B), Turris (Serie C2 e Serie C1) e Cavese (Serie D).

### Allenatore
Tra il 1996 e il 2001 ha allenato le giovanili del Cosenza.
Nella stagione 2002-2003 siede sulla panchina del Savoia, in Serie D, venendo esonerato alla 14ª giornata. Nel 2008, nella stessa categoria, è su quella della molisana Venafro, dove nel novembre dello stesso anno é esonerato.
Nell'aprile del 2008, a quattro giornate dal termine, é ingaggiato dalla Turris, in Serie D, sostituendo Merolla, ottenendo la salvezza.
Nel febbraio 2013 accetta la panchina del Vairano, in Promozione, con cui ottiene la promozione in Eccellenza.
Il 25 ottobre 2013 diventa nuovamente allenatore del Comprensorio Vairano sostituendo, come nella stagione precedente, l'allenatore Delle Vedove.
Nel campionato 2017-2018 allena il Venafro, in Eccellenza.
L'11 febbraio 2019 è tornato nuovamente sulla panchina del Comprensorio Vairano, in Promozione.
Il 9 gennaio 2023 viene nominato allenatore in seconda di Vincenzo Criscuolo al Savoia.

### Dirigente
Il 19 luglio 2010 torna al Cosenza, chiamato da Renzo Castagnini, diventando Team Manager; a gennaio si dimette.
Il 2 agosto 2011, chiamato da Castagnini, è ufficialmente presentato come nuovo Team Manager del Barletta durante la presentazione della squadra. Il 2 dicembre lascia l'incarico.